# Joseph Clarke
Joseph Clarke (ur. 3 listopada 1992 w Stoke-on-Trent) – brytyjski kajakarz górski, mistrz olimpijski Letnich Igrzysk Olimpijskich 2016 w Rio de Janeiro, dwukrotny brązowy medalista mistrzostw świata oraz dwukrotny srebrny medalista mistrzostw Europy.